# Maria Dragoni
Maria Dragoni, nome d'arte di Maria Bianca Anna Dragoni (Procida, 22 dicembre 1958), è un soprano italiano.

## Biografia

### Anni '70 - '80
Maria Dragoni è un celebre soprano nato a Procida da madre procidana Carmela Capodanno e padre viterbese Benito Dragoni di origine irlandese e tedesca. 
Considerata da Giorgio Gualerzi la vera erede di Rosa Ponselle e proprio per questo tra le più grandi interpreti della Norma di Vincenzo Bellini. 
Portata alla pittura e al canto, si diploma al Liceo Artistico di Frosinone e nel 1972 a soli 14 anni inizia ad esibirsi con un complesso di musica blues soul, con il repertorio di The Platters. 
Subito dopo inizia lo studio del canto lirico: all'età di sedici anni si iscrive al Conservatorio Licinio Refice di Frosinone allieva della spagnola Maria Alòs,moglie del pianista Arnaldo Graziosi e con Raffaele Passaro al Conservatorio di Napoli. 
In seguito si perfeziona privatamente con Melina Pignatelli, Rachele Maragliano Mori, Rodolfo Celletti e Gina Cigna.
Nel 1977 dopo aver vinto un concorso a soli 19 anni entra nel coro della RAI di Roma e nello stesso anno canta con Esther Casas alcuni Lieder di Brahms in diretta radiofonica dall'auditorium della RAI del Foro Italico.
Nel 1981, diretta da Ottavio Ziino, canta Casta Diva al Concorso Vincenzo Bellini di Caltanissetta ed è il primo soprano a ricevere il «Premio speciale Maria Callas»; l'11 novembre 1983 vince in eurovisione dall'Auditorium Rai del Foro Italico il Concorso Maria Callas Rai dove presenta arie tratte dal Pirata e dalla Norma.
Nel 1984 la sua prima Pressagent Nini Castigioni le fa ottenere un contratto per una tournée in Germania con il tenore Gianfranco Pastine e l'ingaggio con il Teatro Carlo Felice di Genova per il Requiem di Verdi che replicherà a Duomo di Pietrasanta. 
Debutta in un'opera il 4 ottobre 1984 al Teatro Pergolesi di Jesi nel ruolo di Imogene nel Pirata di Bellini, affiancata da Rockwell Blake, mentre l'anno seguente è già al San Carlo di Napoli dove prosegue le recite di Sonnambula iniziate da Edita Gruberová (interpolando nel rondò finale di Amina un fa sovracuto tenuto) e interpreta Il Flaminio di Pergolesi, ruolo che riproporrà quello stesso anno anche al festival di Wiesbaden e a Dresda. 
Nel 1986 debutta come Norma a Sassari affiancata dalla Adalgisa di Martine Dupuy e riprende il Pirata al Teatro Massimo di Palermo, mentre nel 1987 canta Poliuto a Montpellier e ritorna a Napoli dove affianca Ghena Dimitrova in Norma interpretando Adalgisa e ripropone il Pirata.
Ed esordisce al Teatro alla Scala nella difficile Cantata di Didone di Ottorino Respighi e Benedetto Marcello
Esegue la Messa di Leo diretta da Fabio Luisi al Festival di Rodolfo Celletti 
a Martina Franca. 
Nel 1988 torna al Teatro alla Scala nel ruolo di Fenena nel Nabucco diretta da Riccardo Muti ed è la prima italiana dopo sessant'anni (da Bianca Scacciati e Tina Poli-Randaccio), a rivestire di nuovo il ruolo della principessa Turandot, prima al festival di Ravenna e in seguito a Nancy
Riprende il ruolo dopo dieci anni nel 1998 Allo stadio di Bari,nel 1999 a Livorno e Jesi, Mantova,nel 2000 a Maribor nel 2001 al Teatro Rendano di Cosenza con Nicola Martinucci, nel 2003 a Torre del Lago per il Festival Puccini con Marcello Giordani, nel 2004 di nuovo a Torre del Lago con la direzione di Kery Linn Wilsonn e Franco Farina
Le scene di Pietro Cascella, nel 2007 a Tolone.
Nel 1989 è Aida allo Sferisterio di Macerata
Un ruolo eseguito in molti Teatri del Mondo e inciso in Cd per la casa discografica Naxos Records, dal quale l'aria Ritorna vincitor è stata inserita nel settimo episodio,della terza stagione del Telefilm Sex and the city.
A Macerata ritorna l'anno successivo col Trovatore e canta nel Guillaume Tell di Rossini al Théâtre des Champs-Élysées.

### Anni '90
Nel 1991 debutta al Teatro dell'Opera di Roma col Don Giovanni e a Strasburgo con Semiramide, mentre nel 1992 canta Bohème a Napoli e Don Carlos all'Arena di Verona con la Eboli di Giovanna Casolla.
Nel 1993 canta Norma a Napoli e Venezia e prosegue le recite della Vestale di Spontini alla Scala (in apertura di stagione.
Nel 1994 inaugura la stagione,interpretando Norma all'Arena di Verona con Chris Merritt e Martine Dupuy e la Regia di Werner Herzog. 
Lo stesso anno,riprende la Sonnambula a Napoli diretta da Richard Bonynge.
Nel 1995 canta in diretta Radiofonica Jérusalem di Giuseppe Verdi, nel ruolo di Elene e Norma a Zurigo, Bologna, Aida di Giuseppe Verdi, 
diretta da Zubin Mehta al Teatro Comunale di Firenze. 
Nel 1996 torna a Strasburgo con Ernani e canta Il Corsaro a Torino e Londra.
Nel 1997 debutta il ruolo di Abigaille nel Nabucco di Giuseppe Verdi con Leo Nucci diretto da Daniel Oren. 
Nel 1998 inaugura il Teatro Verdi di Salerno con il Nabucco di Verdi e Antonio Salvadori, diretto da Nicola Luisotti,nello stesso Teatro debutta il ruolo di Lucia nella Lucia di Lammermoor di Gaetano Donizetti, direttore Nicola Luisotti. 
Nel 1999 è Turandot a Livorno con la Liù Dīmītra Theodosiou e prende parte al Teatro Pergolesi di Jesi alla prima esecuzione moderna dell'opera Ines de Castro di Giuseppe Persiani nel ruolo-titolo scritto su misura per gli straordinari mezzi vocali di Maria Malibran.

### Anni 2000
Nel 2000 canta La Gioconda e Turandot a Tokyo, l'anno successivo - per festeggiare il bicentenario della nascita di Vincenzo Bellini - è Norma a Savona, Cremona, Bergamo, Brescia
Nel 2003 debutta a Torre del Lago nel ruolo di Turandot ed è Lady Macbeth a Linz.
Nel 2004 di nuovo Turandot a Torre del Lago 
Con Franco Farina come Calaf. Con le scene di Pietro Cascella la stessa produzione fu portata a Melbourne 
La direzione era affidata a Keri Linn Wilsonn.
Nel 2005 esegue in concerto nella sala Glinka-Kappella a San Pietroburgo le arie di Farinelli, così come erano state scritte dal fratello Riccardo Broschi per le capacità leggendarie del celebre castrato.
Nel 2006, in diretta in mondovisione, esegue l'oratorio Petros enì di Antonio Pappalardo per festeggiare i cinquecento anni del Vaticano.
Nel 2007 canta Aida a Damasco, Turandot a Tolone e Sofia e debutta al Teatro Quirino di Roma nello Schauspieldirektor di Mozart (Madame Herz), dove ha la possibilità di sfoggiare nuovamente il fa sovracuto tenuto.
Nel 2008 debutta Cavalleria rusticana, riprende Turandot a Torre del Lago (l'evento è stato inciso su disco per celebrare i centocinquant'anni della nascita di Giacomo Puccini) e canta in anteprima mondiale a Lampedusa nella Trabaccara di Pappalardo.
Nel 2009 festeggia i venticinque anni di carriera con concerti e una serie di Norme in Romania e in Italia.
Nel 2010 al Festival di Todi esegue un repertorio verdiano con il maestro Leonardo Quadrini per i 150 anni dell'Unità d'Italia. 
Il 12 maggio per i 100 anni della nascita di Giulietta Simionato,le dedica la Norma di Vincenzo Bellini con il direttore Leonardo Quadrini, a Craiova. 
Nel 2011, per ricordare i duecentodieci anni della nascita di Vincenzo Bellini, canta Norma in tournée in Sicilia diretta dal maestro Alberto Veronesi.
Nel 2012 debutta al Teatro Carlo Felice di Genova nel ruolo di Laura Spoto in un'opera contemporanea di Marco Betta, Che fine ha fatto la piccola Irene?, tratta da un romanzo di Andrea Camilleri, ed è Turandot a Varna.
Nel 2013, per il bicentenario della nascita di Giuseppe Verdi, debutta in Traviata, che riprende al Teatro romano di Benevento il 7 agosto: la recita è stata registrata su DVD per la casa discografica Khicco Music.
Nel 2015,partecipa al video "Non avrò paura" di Pino Marcucci, insieme a Roberto Cresca, Alessio Quaresima Escobar, Sharon Crisera, Andrea Raiti, distribuito in edicola con il Libro dedicato al Giuileo. 
Nel 2016 incarna di nuovo il ruolo di Abigaille nel Nabucco di Giuseppe Verdi al Teatro Serpente aureo di Offida
Nel 2018 Torna al Festival Puccini con un concerto alla Villa Paolina di Viareggio e canta in una serata di beneficenza alla mostra evento HumaCoo organizzata alla Biblioteca Angelica. 
Esegue
Habanera dalla Carmen di Georges Bizet 
La seconda aria della Regina della notte dal Flauto magico di Mozart e Summertime da Porgy and Bess di George Gershwin.
Nel 2019 ritira il Premio alla Carriera 
Al Premio letterario città di Cattolica Pegasus
E canta Nessun dorma dalla Turandot di Giacomo Puccini. 
Nel 2022 durante l'anno di Procida, Capitale della cultura si esibisce nell'isola in un Concerto con Al dolce guidami e Habanera. 
Viene presentato il libro biografico "Maria Dragoni la sirena di Procida, raccontata da Alice Mechelli.
Lo stesso anno presenta il libro anche a Forte dei Marmi dove canta Vissi d'arte in presenza di Andrea Bocelli. 
Maria Dragoni ha cantato fin dai primi anni di carriera nei principali teatri del mondo collaborando con i maggiori direttori e con registi di prestigio, coreografi e costumisti
Quali Riccardo Muti, Carlo Maria Giulini, Lorin Maazel, Zubin Mehta, Pier Luigi Pizzi, Enrico Stinchelli, Liliana Cavani, 
Roberto De Simone, Dante Ferretti, Gabriella Pescucci.

## Vocalità e personalità interpretativa
Dotata di una voce potente ma morbida, duttile, agile, di straordinaria ampiezza ed estensione (dal re grave del contralto profondo al fa sovracuto tenuto) e sorretta da un'eccellente preparazione tecnica, si è imposta come soprano drammatico d'agilità dallo stile misurato e aulico.

## Repertorio

### Operistico
| Ruolo                  | Titolo                              | Autore                  |  |
| ---------------------- | ----------------------------------- | ----------------------- |  |
| Amina                  | La sonnambula                       | Bellini                 |  |
| Elvira                 | I puritani                          | Bellini                 |  |
| Imogene                | Il pirata                           | Bellini                 |  |
| Norma Adalgisa         | Norma                               | Bellini                 |  |
| Laura Spoto            | Che fine ha fatto la piccola Irene? | Betta                   |  |
| Lucia Ashton           | Lucia di Lammermoor                 | Donizetti               |  |
| Paolina                | Poliuto                             | Donizetti               |  |
| Anna                   | Anna Bolena                         | Donizetti               |  |
| Santuzza               | Cavalleria rusticana                | Mascagni                |  |
| Contessa               | Nozze di Figaro                     | Wolfgang Amadeus Mozart |  |
| Donna Anna             | Don Giovanni                        | Mozart                  |  |
| Madame Herz            | Der Schauspieldirektor              | Mozart                  |  |
| Madonna di Porto Salvo | La trabaccara                       | Pappalardo              |  |
| Flaminio               | Il Flaminio                         | Pergolesi               |  |
| Ines de Castro         | Ines de Castro                      | Persiani                |  |
| Gioconda               | La Gioconda                         | Ponchielli              |  |
| Angelica               | Suor Angelica                       | Puccini                 |  |
| Cio-Cio-San            | Madama Butterfly                    | Puccini                 |  |
| Floria Tosca           | Tosca                               | Puccini                 |  |
| Mimì                   | La bohème                           | Puccini                 |  |
| Turandot               | Turandot                            | Puccini                 |  |
| Mathilde               | Guillaume Tell                      | Rossini                 |  |
| Semiramide             | Semiramide                          | Rossini                 |  |
| Armida                 | Armida                              | Rossini                 |  |
| Julia                  | La Vestale                          | Spontini                |  |
| Abigaille Fenena       | Nabucco                             | Verdi                   |  |
| Aida                   | Aida                                | Verdi                   |  |
| Elisabetta di Valois   | Don Carlo                           | Verdi                   |  |
| Elvira                 | Ernani                              | Verdi                   |  |
| Gulnara                | Il corsaro                          | Verdi                   |  |
| Hélène                 | Jérusalem                           | Verdi                   |  |
| Violetta Valéry        | La traviata                         | Verdi                   |  |
| Lady Macbeth           | Macbeth                             | Verdi                   |  |
| Leonora                | Il trovatore                        | Verdi                   |  |

### Sinfonico
| Ruolo   | Titolo              | Autore     |
| ------- | ------------------- | ---------- |
| Soprano | Stabat Mater        | Boccherini |
| Soprano | Exsultate, jubilate | Mozart     |
| Soprano | Messa di requiem    | Mozart     |
| Soprano | Petros enì          | Pappalardo |
| Soprano | Stabat Mater        | Rossini    |
| Soprano | Messa di requiem    | Verdi      |

## Discografia
- Opere complete
  - 2000 Inés de Castro (ed. Bongiovanni)
  - 2001 Norma (ed. Kiccomusic)
  - 2002 Aida (ed. Naxos Records)
  - 2006 Petros enì (ed. Pan Dream)
  - 2007 L'impresario teatrale (ed. Pan Dream)
  - 2008 Turandot (ed. Fenice)
  - 2014 Traviata (ed. Kiccomusic)
- Arie d'opera 
  - 1990  Introducing Maria Dragoni  (ed.Nuova Era)
  - 1997 Bel canto, famous opera arias (ed. Orfeo)
  - 1997 "Maria Callas memorial" (ed. Pan Dream)
  - 2000 Best of Opera Vol. 4 (ed. Naxos)
  - 2006 Very Best of Verdi (ed. Naxos)
  - 2006 Verdi Opera gala (ed. Pan Dream)
  - 2008 Puccini opera gala
  - 2008 Arie d'Opera (ed. Bongiovanni)

## Premi
- 1981 Premio speciale Maria Callas al concorso Vincenzo Bellini di Caltanissetta
- 1983 Premio Maria Callas al concorso in Eurovisione RAI
- 1984 Via Giulia assegnato precedentemente a Goffredo Petrassi, Anita Cerquetti
- 1985 Medaglia d'oro Croce Rossa Nocera Inferiore
- 1986 Premio Carpi Circolo Luciano Pavarotti
- 1987 Diego Fabbri su RAI 1
- 1988 Mario Del Monaco" O.I.P.E.C.
- 1989 Beniamino Gigli O.I.P.E.C.
- 1990 Maria Callas O.I.P.E.C.
- 1991 Sagra del mare a Procida
- 1992 Amici di Emmanuel associazione benefica a Lecce
- 1992 A.S.A.P.R.O. associazione scientifica assegnato precedentemente a Rita Levi Montalcini
- 1993 Navicella d'oro su Rai 1 assegnato per il cinema a Pupi Avati
- 1994 Ariccia lirica premio istituito da Teddy Reno
- 1995 Giacomo Lauri Volpi O.I.P.E.C
- 1998 Premio solidarietà associazione San Crispino di Viterbo
- 2001 Premio Giuseppe Verdi a Fiorenzuola D'Arda
- 2001 Premio Vincenzo Bellini a Caltanissetta
- 2002 Mario Tiberini d'oro
- 2006 Premio civitas a Pozzuoli assegnato in precedenza a Sophia Loren
- 2009 Premio Mascagni-Cerignola
- 2010 Premio Lanari, Primadonna assoluta 2010
- 2011 Premio Rosa Ponselle
- 2014 Premio Concetta Barra
- 2017  Premio Tito Schipa
- 2017 Premio Vincenzo Bellini del

Mythos Opera Festival
- 2018 Premio Giuseppe Di Stefano
- 2018 Premio Donna dell'anno 2018
- 2019 Premio Comunicare l'Europa
- 2019 Premio alla carriera nel premio letterario Città di Cattolica
- 2021 Premio alla carriera Fontana Liri ca Accademia di belle arti di Frosinone
- 2021 Prima edizione Premio Fontana Liri ca Marcello Mastroianni.
- 2021 Premio alla Carriera Ariccia lirica
- 2022 Prima edizione del Premio Fair Play for Life presso il Salone d'onore del Coni a Roma
- 2023 Premio Una vita per la cultura a Procida, assegnato anche a Maria Rosaria Capobianchi e alla memoria di Massimo Troisi.
- 2024 Premio Letterario ROMA INTERNATIONAL
- 2024 Premio Enrico Caruso